# لویک درون
لویک درون (انگلیسی: Loïc Druon؛ زادهٔ ۲۳ اوت ۱۹۷۱) بازیکن فوتبال اهل فرانسه است.
از باشگاه‌هایی که در آن بازی کرده‌است می‌توان به باشگاه فوتبال لوریان و باشگاه فوتبال کلرمون فوت اشاره کرد.
وی همچنین در تیم ملی فوتبال Brittany بازی کرده‌است.